# Alexia Stresi
Pour les articles homonymes, voir Trouillard.
Alexia Trouillard Stresi est une actrice, scénariste et romancière française née le 11 septembre 1971 à Nantes.

## Biographie
Alexia Stresi appartient à une famille d’artistes : sa mère est danseuse classique, son grand-père chanteur d’opéra et sa grand-mère pianiste.
Après avoir fréquenté une classe préparatoire, elle obtient une licence d’allemand et une licence en philosophie.
Elle découvre le cinéma par hasard, grâce à un tout petit rôle que lui propose Costa-Gavras, alors qu’elle travaille chez le réalisateur pour payer ses études.
Après la « révolution de velours », elle part étudier l’écriture de scénarios à la fameuse Académie du film de Prague, la FAMU, et en profite pour apprendre à parler couramment le tchèque. Sur les conseils de Miloš Forman, rencontré à Prague, elle parfait son apprentissage de scénariste en obtenant le Master of Screenwriting de la Columbia University School of the Arts (en) à New-York. En 1995, elle est admise sur dossier (équivalent au « Prix de Rome ») à l’Académie de France à Rome (« villa Médicis ») comme pensionnaire pour la section cinéma, pour un an d’études (1995-1996).
Alexia Stresi, prend des cours d’art dramatique à la FAMU à Prague, qu’elle complète avec une formation aux cours Florent à Paris, sous la direction d’Yves Le Moign’.
Elle coécrit des scénarios de longs-métrages, pas forcément tournés, avec le cinéaste d’origine tchèque, Miloš Forman ou Bernard Verley, et en 2000, le scénario de Sans Plomb de Muriel Teodori, réalisatrice et coscénariste, puis elle travaille en 2002 sur le scénario de The Piano Player. Elle écrit en solo, des scénarios de courts-métrages, des téléfilms (Courrier posthume, réalisé par Franck Appréderis en 1996 et Amour fou, tourné en 1997).
Elle travaille comme assistante à la mise en scène de la comédie d’Eugène Labiche Le Prix Martin dirigé par le metteur en scène tchèque Jiri Menzel en 1993 à la Comédie française.
Depuis 1992, elle œuvre surtout comme actrice dans de nombreux films. À ses débuts, les films dans lesquels elle joue ne font pas de bonnes entrées, ce qui la fait peu remarquer : La Petite Apocalypse par Costa-Gavras sorti en 1993, Grande Petite par Sophie Fillières, sorti en 1994… Elle est révélée en 1998 par Trop (peu) d'amour de Jacques Doillon.
En 2017, elle publie son premier roman, Looping, qui est retenu dans la sélection finale du prix Goncourt du premier roman.
Elle est la compagne de François Berléand depuis 2004, 4 ans après leur rencontre sur le tournage de Promenons nous dans les bois. Le couple a des vraies jumelles, Adèle et Julie.

## Filmographie

### Cinéma
- 1992 : La Petite Apocalypse de Costa-Gavras
- 1992 : Grande Petite de Sophie Fillières
- 1995 : Les Cent et Une Nuits de Simon Cinéma d'Agnès Varda
- 1997 : Vive la République ! d'Éric Rochant
- 1998 : Trop (peu) d'amour de Jacques Doillon
- 1998 : Sentimental Education de C.S. Leigh
- 1998 : Les Frères Sœur de Frédéric Jardin
- 1999 : Promenons-nous dans les bois de Lionel Delplanque
- 1999 : Torst - framtidens forbrytelser de Karoline Frogner, Maria Fuglevaag Warsinski et Nathilde Overrein Rapp
- 1999 : Le Saut de l'ange de Camille Guichard (court-métrage)
- 2000 : Total western d'Éric Rochant
- 2000 : Faites comme si je n'étais pas là d'Olivier Jahan
- 2000 : Origine contrôlée de Ahmed Bouchaala et Zakia Bouchaala
- 2007 : Le Quatrième Morceau de la femme coupée en trois de Laure Marsac
- 2008 : Sagan de Diane Kurys
- 2010 : Happy Few d'Antony Cordier
- 2012 : Mes héros d'Éric Besnard

### Télévision

#### Téléfilms
- 1996 : Notre homme, d'Élisabeth Rappeneau
- 1997 : Compagnons secrets, de Pierre Beuchot
- 1999 : Sade en procès, de Pierre Beuchot
- 2001 : Quatre copains, de Stéphane Kurc
- 2002 : Chère fantôme, de Éric Woreth

#### Séries télévisées
- 1995 : Navarro, saison 7 - épisode 10 (L'encaisseur)
- 1998 : Combats de femme, saison 4 - épisode 2 (Sœur porteuse)
- 1999 : Chasseurs d'écume, Téléfilm en Trois (3) épisodes de Denys Granier-Deferre

## Publications

### Romans
- 2017 : Looping (+ vidéo de présentation du livre par l'auteur ; 5:10) (roman), Paris, Édition Stock, coll. « bleue », 2017, 254 p. (ISBN 978-2-234-08197-0, BNF 45236020, présentation en ligne)
- 2021 : Batailles (roman), Paris, Édition Stock, coll. « La Bleue », 2021, 250 p. (ISBN 978-2-234-08520-6)
- 2023 : Des lendemains qui chantent, Paris, Éditions Flammarion, 2023, 448p  (ISBN 9782080413277)